# Helmut Roleder
Helmut Roleder (Freital, 9 de outubro de 1953) é um ex-futebolista profissional alemão que atuava como goleiro.

## Carreira
Helmut Roleder se profissionalizou no 1. VfB Stuttgart.

## Seleção
Helmut Roleder integrou a Seleção Alemã-Ocidental de Futebol na Eurocopa de 1984, na França.

## Títulos
Stuttgart
- Campeonato Alemão: 1 (1983-84)